# Karauziek
Karauziek (ros. Караузек) – wieś w Rosji, w Dagestanie, w rejonie cuntyńskim. W 2010 liczyła 535 mieszkańców, głównie Awarów.